# 西尔克·赫纳
西尔克·赫纳（德語：Silke Hörner，1965年9月12日—），德国女子游泳运动员，主攻蛙泳。她曾代表东德参加1988年夏季奥林匹克运动会游泳比赛，获得二枚金牌和一枚铜牌。